# Henry Espinoza
Henry Osvaldo Espinoza Ocampo (Puntarenas, 17 de julio de 1995) es un futbolista costarricense que se desempeña como defensa y actualmente milita en el Municipal Grecia de la Segunda División de Costa Rica.

## Trayectoria
Henry Espinoza realizó sus ligas menores en el Puntarenas FC y con ese mismo club debutó en la Primera División el 29 de abril de 2012 bajo la dirección técnica de Ronald Chaves en un partido ante la Liga Deportiva Alajuelense donde los manudos se impusieron 2-0.
Tras su paso por el Puntarenas FC, Henry Espinoza fue fichado por el Club Sport Herediano donde no tuvo participación y fue enviado a préstamo a clubes de la Liga de Ascenso como Jicaral, el mismo Puntarenas FC y Juventud Escazuceña.
Para el Torneo de Clausura 2016 se une al Municipal Grecia.

## Clubes
| Club                      | País       | Año               |
| ------------------------- | ---------- | ----------------- |
| Puntarenas FC             | Costa Rica | 2012 - 2014       |
| CS Herediano              | Costa Rica | 2014              |
| ADR Jicaral (Préstamo)    | Costa Rica | 2014              |
| Puntarenas FC (Préstamo)  | Costa Rica | 2015              |
| ADJ Escazuceña (Préstamo) | Costa Rica | 2015              |
| Municipal Grecia          | Costa Rica | 2016 - actualidad |